# 豊鉄バス
豊鉄バス株式会社（とよてつバス、英: Toyotetsu Bus Co.,Ltd.）は、愛知県豊橋市に本社を置くバス事業者。
豊橋鉄道の完全子会社として2007年（平成19年）5月1日に設立され、同年10月1日付で豊橋鉄道のバス事業を承継した。名鉄グループに属する。
乗合バス・貸切バス事業等を営み、豊橋鉄道沿線の愛知県東三河地区を主な運行エリアとする。

## 概要
路線バス（高速バスを除く）は、愛知県東三河地方のうち、豊橋市・豊川市・田原市・新城市・設楽町の4市1町において運行している。
高速バスは、豊橋・豊川・田原市内から東京・新宿へ向かう新宿豊橋線「新宿・豊橋エクスプレス ほの国号」、豊橋市内（植田車庫前・豊橋駅）と京都市内（京都駅八条口・京都深草）とを結ぶ豊橋京都線「ほの国号」を運行しているほか、2016年7月1日より新城市内（新城駅南・新城市役所・三河東郷駅）と名古屋方面（藤が丘駅・長久手古戦場駅）とを結ぶ新城名古屋長久手線「山の湊号」の運行を開始。
2025年3月15日にmanacaを導入した。

## 歴史

### 豊橋鉄道時代
鉄軌道事業関連の歴史は豊橋鉄道、渥美線、東田本線を参照のこと。
- 1924年（大正13年）3月17日 : 豊橋電気軌道として設立。
- 1935年（昭和10年） : 豊橋循環自動車を合併。バス事業に参入。
- 1949年（昭和24年）9月1日 : 豊橋乗合自動車と合併し、豊橋交通に社名変更（現在の貸切バス事業者豊橋交通とは無関係）。
- 1954年（昭和29年）7月22日 : 豊橋鉄道に社名変更。
- 1992年（平成4年）11月 : 都市新バス「シティシャトル」運行開始[6]。系統番号、系統色、バスロケーションシステム導入[6]。
- 1997年（平成9年） : ノーステップグリーンバス導入開始（2004年にノンステップグリーンバスに名称変更）。
- 1998年（平成10年）12月16日 : 豊橋駅前・西駅前・豊橋バスターミナル・豊川駅前・田原駅前起点の1.0km以内と1.1 - 1.3kmの運賃を値下げ (それぞれ100円と130円) 。乗継割引回数乗車券を発売開始。
- 2001年（平成13年）9月1日 : 新城市Sバスを運行委託開始。
- 2003年（平成15年）7月1日から9月30日まで : 田原市ぐるりんバス実証運行を受託。
- 2005年（平成17年）1月 : 運賃箱・整理券発行器（一部車両）・放送機器の交換を開始。運賃箱を交換された車両は今まで整理券を発行しなかった始発区間でも整理券（0番）を発行するようになった。
- 2006年（平成18年）
  - 1月1日 : 全停留所において終日禁煙を実施。
  - 8月1日 : 豊橋駅前バスターミナルの出札所を改装し、「豊橋駅バスセンター」として営業開始。
  - 10月1日 : 豊橋バスターミナル廃止。

### 豊鉄バス設立後
- 2007年（平成19年）
  - 5月1日 : 豊鉄バス株式会社を設立[1]。
  - 10月1日 : 豊橋鉄道の自動車（バス）事業を豊鉄バスへ移管[1]。同時に一部路線において運行ルート・ダイヤ改正。
- 2015年（平成27年）2月21日 : 本社移転（豊橋営業所内での建て替え）
- 2023年（令和5年）4月1日：豊鉄観光バス株式会社を吸収合併[7]。
- 2025年（令和7年）3月15日：manacaを導入[3][4][5]。

## 営業所

### 現存する営業所
2007年10月1日の分社化と同時に、以下のとおり営業所・管理所名が変更された。
- 豊橋営業所（旧 自動車営業所）: 豊橋市（最寄りバス停 : 植田奥ノ谷）
- 新城営業所（旧 新城管理所）: 新城市（最寄り : 新城富永）
- 渥美営業所（旧 福江管理所）: 田原市（最寄り : 保美）

2023年4月1日の豊鉄観光バスの吸収合併に伴い、以下のとおり営業所が加わった。
- 貸切営業所（旧 豊鉄観光バス株式会社）：豊橋市

### かつて存在した営業所・管理所等
- 海老管理所 : 新城市（当時南設楽郡鳳来町）
  - 田口線三河海老駅跡地にあった。海老車庫前バス停は2016年3月をもって廃止された。
- 豊川営業所 : 豊川市
  - 昭和期の豊橋鉄道時代に存在、新城管理所に統合された。
- 設楽営業所 : 設楽町（最寄り : 田口）
  - 昭和期の豊橋鉄道時代に存在、新城管理所に統合された。現在の田口車庫。
- 本郷出札所（旧 本郷営業所）  : 東栄町
  - 昭和期の豊橋鉄道時代に存在、新城管理所に統合された。

## 路線

### 高速バス
詳細は当該路線記事を参照 

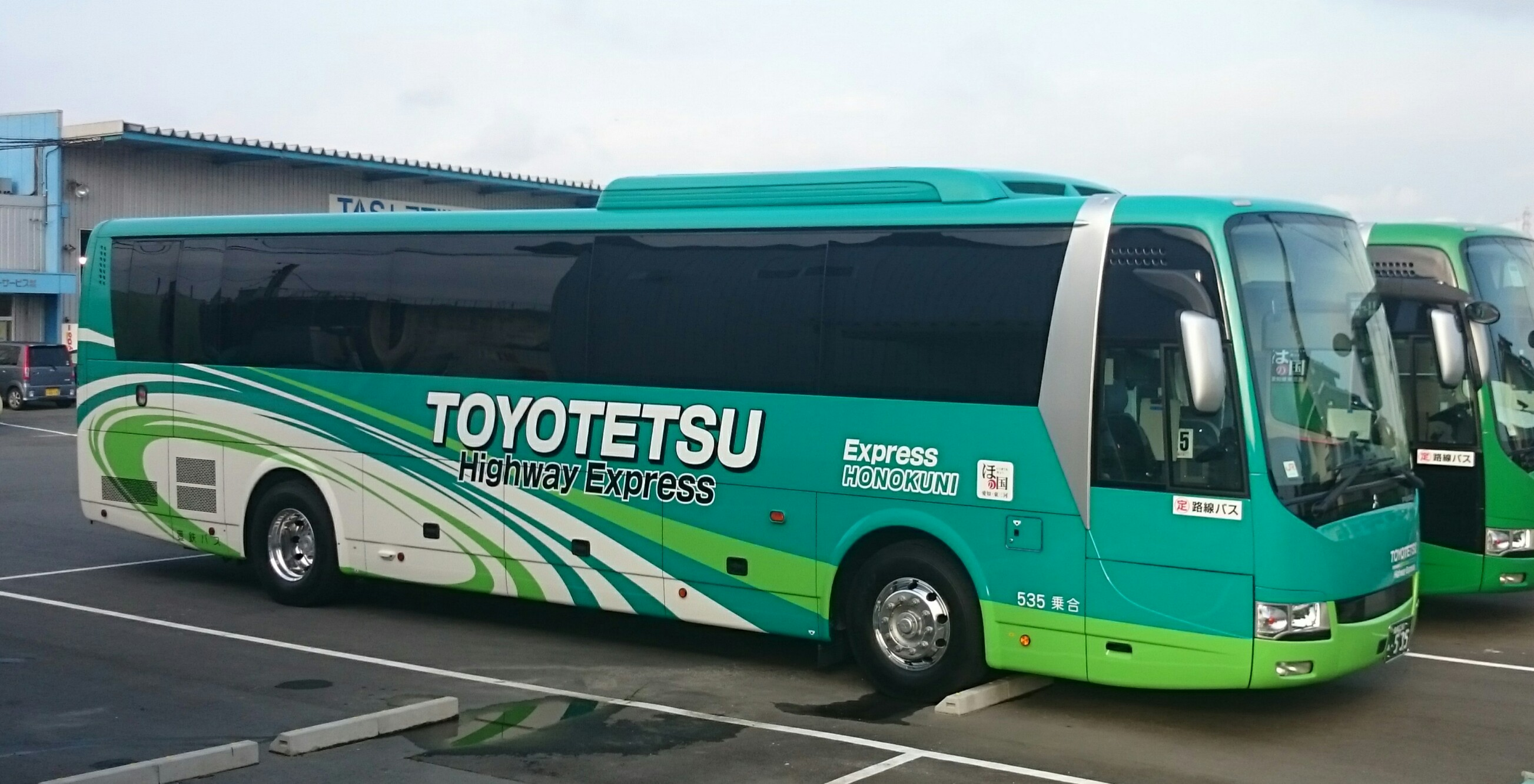
新宿豊橋線用の車両

- 新宿豊橋線「新宿・豊橋エクスプレスほの国号」（夜行・関東バスとの共同運行）

田原駅前・豊橋駅前・豊川駅前 - 渋谷マークシティ・新宿駅南口（バスタ新宿）・練馬駅北口
- 豊橋京都線「ほの国号」（昼行）

植田車庫前・豊橋駅前・豊川駅東口 - 長島温泉・京都駅八条口
- 新城名古屋長久手線「山の湊号」（昼行、新城市より運行委託）[2]

新城市民病院西・亀姫通（新城駅南） - 藤が丘駅・長久手古戦場駅

### 高速・長距離路線の改廃

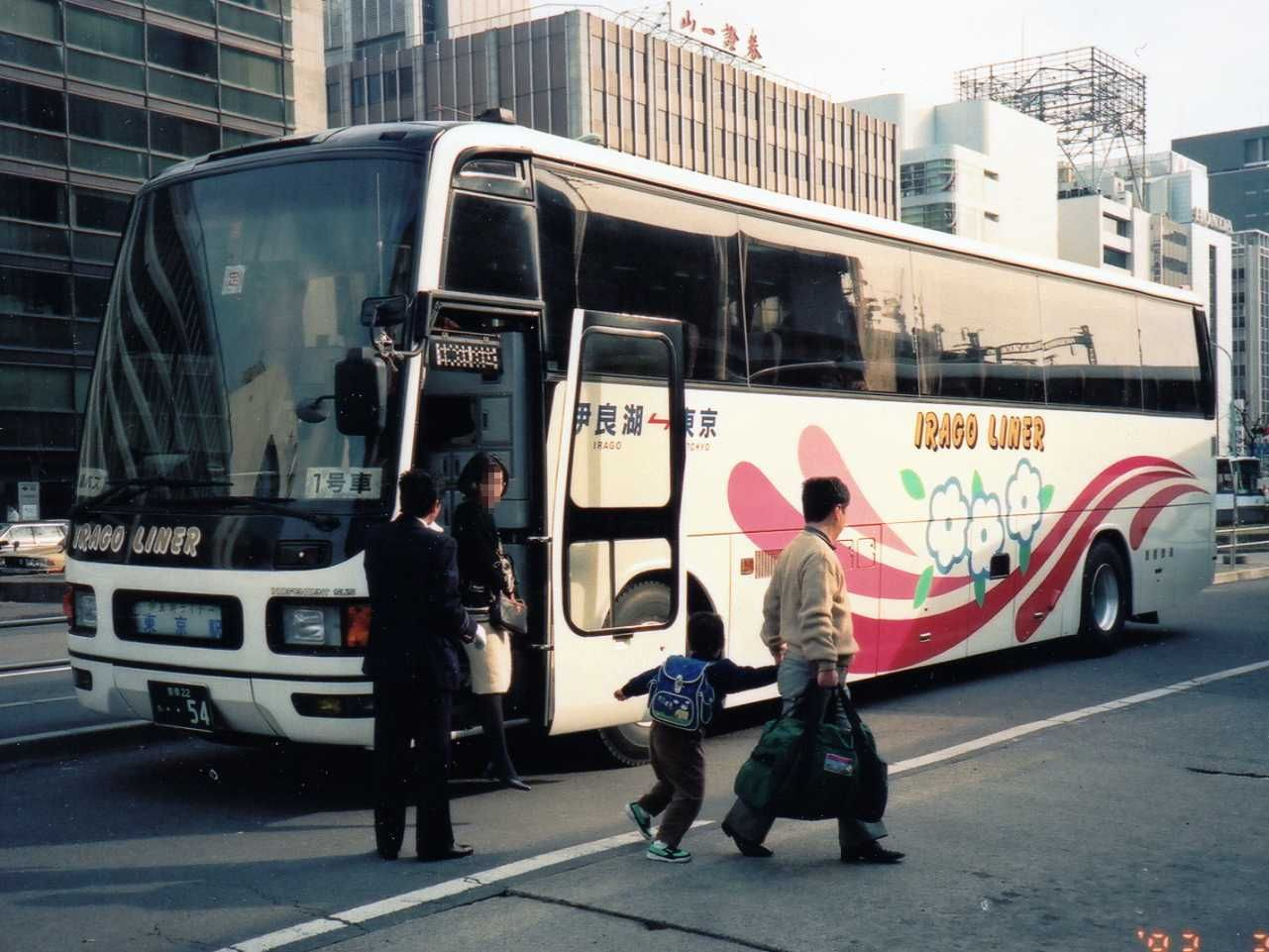
高速伊良湖ライナー号

ここでは、高速バスや長距離路線のみを扱う。それ以外の一般路線などについては各営業所記事を参照。
- 1972年
  - 4月21日：豊橋瀬戸線（全線）休止。遠州鉄道と共同運行していた。
  - 10月：浜松-岡崎線の運行から撤退。遠州鉄道・名古屋鉄道（当時）との共同運行路線で、遠鉄と名鉄が1973年まで引き続き運行。
- 1990年3月18日：伊良湖東京線（高速伊良湖ライナー号）運行開始[8]。
- 2001年1月15日：伊良湖東京線（高速伊良湖ライナー号）の昼行便を廃止。
- 2005年2月17日：名古屋空港行きの特急バスを廃止。中部国際空港行きの空港特急バスを運行開始。
- 2006年
  - 1月14日：伊良湖東京線「高速伊良湖ライナー号」廃止。
  - 8月1日：新宿豊橋線「ほの国号」を運行開始。ケイビーバス[注 2]との共同運行。
- 2010年
  - 4月1日：中部国際空港線を休止。
  - 7月1日：豊橋京都線「ほの国号」を運行開始。
- 2016年7月1日：新城名古屋長久手線「山の湊号」を運行開始。
- 2023年
  - 5月19日：新宿豊橋エクスプレス「ほの国号」昼行便運行開始。原則2階建てバス（スカニア・J-InterCityDD、三菱ふそう・エアロキング）で運行し、関東バスの単独運行となる。
  - 12月1日：新宿豊橋線「ほの国号」昼行便が運休。

### 一般路線バス
- 豊橋市内
  - 豊鉄バス豊橋営業所を参照（ただし豊橋和田辻線・豊川線・新豊線は新城営業所、伊良湖本線は渥美営業所を参照）
- 豊川・新城地区
  - 豊鉄バス新城営業所を参照（豊川市コミュニティバス・新城市Sバス・おでかけ北設の受託路線を含む）
- 田原・渥美地区
  - 豊鉄バス渥美営業所を参照

## 乗車券

### 販売終了した乗車券
- 普通回数乗車券（21枚綴で20枚分の運賃）- バスへのmanaca導入に伴い、2025年3月14日をもって販売終了。

```
2023年12月1日に割引率変更
```

- 普通回数乗車券（23枚綴）2022年3月31日をもって販売終了。
- 買い物回数乗車券（14枚綴、29枚綴、組合せ）2022年3月31日をもって販売終了。平日10時〜16時の降車時と土休日は終日使用できた。
- 豊橋市民病院乗継割引回数乗車券（普通回数券11枚綴、昼間回数券13枚綴）- 2022年3月31日をもって販売終了。豊橋駅前乗継。
- 渥美線バス乗継割引回数乗車券 - 渥美線・市内線のmanaca導入に伴い廃止。
- 市内電車バス乗継割引回数乗車券 - 渥美線・市内線のmanaca導入に伴い廃止。
- ワイド3・3・SUNフリーきっぷ（大人6,000円 子供3,000円）（終了、詳細は当該記事を参照）
- 穂の国ワンデーフリーきっぷ（大人1,100円、子供550円）（終了、平成17年8月1日 - 平成18年12月31日）
- ワンデーフリーきっぷ（大人650円、子供330円）（終了、平成17年8月1日 - 平成18年12月31日）

## 貸切バス事業
乗合バス車両を活用した路線貸切を、豊橋市内の学校の遠足や校外学習、企業輸送を中心に展開している。
大型貸切バスについては、同じ豊鉄グループの豊鉄観光バスが主に担当していたが、2023年4月に吸収合併され現在は豊鉄バス貸切営業課や団体営業課が担当している。

## 車両

### 車体
豊鉄バスとして運行されている車両は大半が三菱ふそう製で、UDトラックスから三菱ふそうへのOEM車両（西日本車体工業架装）、ジェイ・バス（いすゞ自動車、日野自動車）製がそれぞれ数台ある。車体は、三菱自動車バス製造製に一本化されるまで、大型車（エアロクィーン・エアロバスMS・エアロスターMP）は三菱自動車工業（大江工場）製であったが、名鉄グループとしては珍しく観光車の一部に新呉羽自動車工業製も存在した。
車体カラーは、ノンステップバス・ワンステップバスの大半は白地に濃淡グリーン2～4色のグラデーションを彩り「ノン（ワン）ステップ グリーンバス」と銘打ったもので、一部（ワンステップバス1台及び名鉄バスからの移籍車）に赤と白の名鉄グループバス共通色のものがある。また、新城営業所には豊川市コミュニティバスゆうあいの里八幡線専用ラッピングの小型バス日野・ポンチョが、豊橋営業所には豊橋鉄道グループ創立９０周年を記念した特別カラーバージョンのエアロミディMKが2台（導入当初～2023年8月上旬までは新城営業所で田口新城線・おでかけ北設津具線で運行されていた。）、渥美営業所に在籍する車両の一部に「菜の花号」と名付けて菜の花のラッピングを施したエアロスターが運行している。
ツーステップバスは、名鉄グループ共通色に似た赤と白の塗装のものと、都市新バスシステム導入路線用の専用カラー（末期は区別なく運用）、伊良湖本線専用カラー、会社創業80周年記念リバイバルカラー（グループ共通色に似た塗色を採用する以前のストロークリームと赤をベースにした塗色）の車両などが在籍していた。ツーステップ車は超低床車の導入進行により廃車が進められ、2018年までに全廃となった。
グループ共通色に似た塗装を採用した以降の導入車両は、共通点として白色LEDの昼間点灯用ライトが埋込設置（全車両に後付）であったり、降車チャイムの音色がそれ以前の車両とは異なる特徴をもつ。

#### 所有車両（2023年7月現在）
- エアロスター
- エアロミディMK
- エアロミディMJ
- エアロミディS
- エルガミオ
- 日野・ポンチョ（豊川市コミュニティバスゆうあいの里八幡線、新城市Sバス吉川市川線で運用）
- エアロエース（高速・貸切車両。貸切車両は豊鉄観光バスからの移籍）
- 日野・セレガ（貸切車両、豊鉄観光バスからの移籍）

現行車両
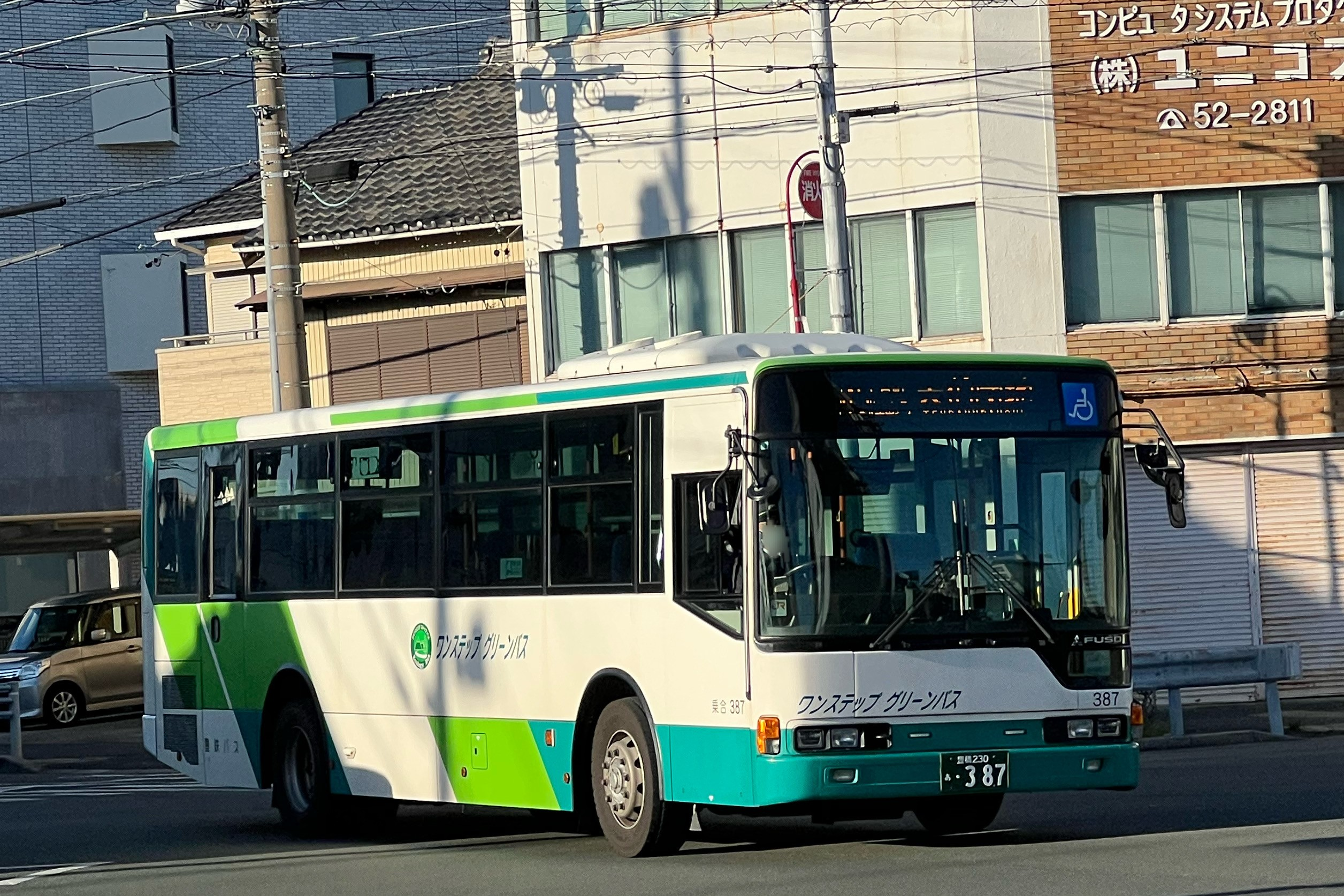
大型ワンステップ車（2014年以前）
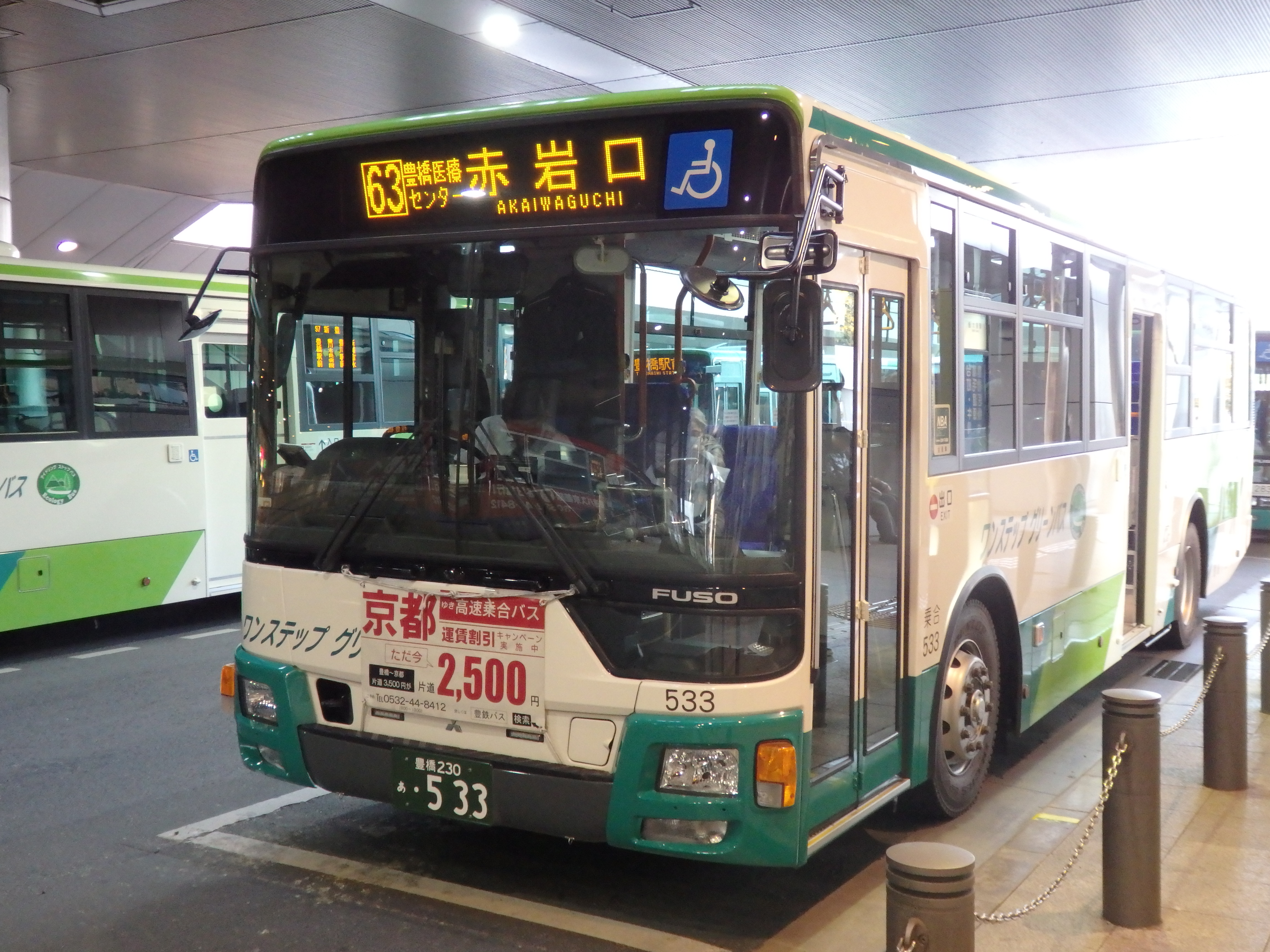
大型ワンステップ車（2015年以降の車両）
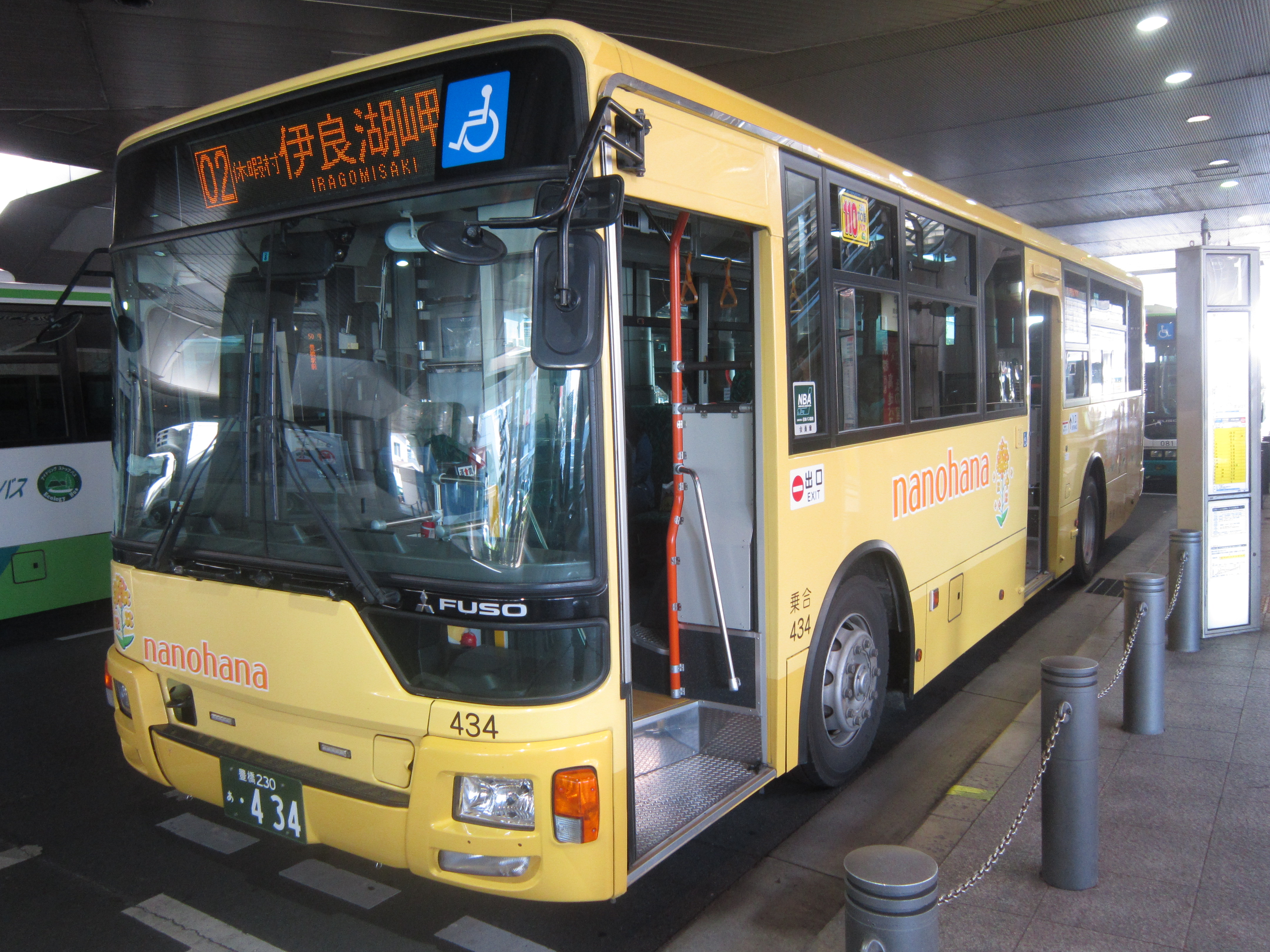
渥美営業所所属の菜の花号
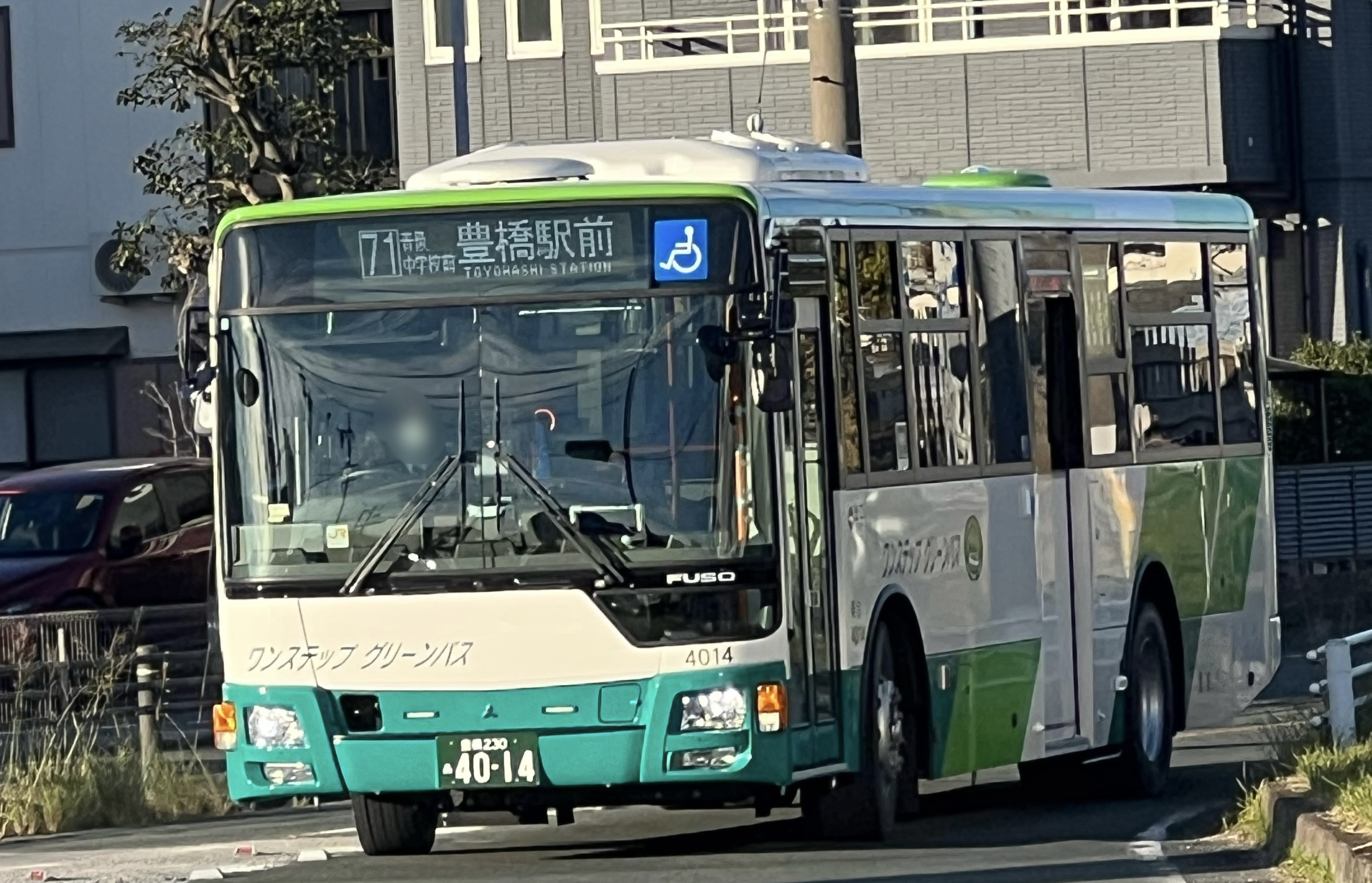
大型ワンステップ車（2024年度以降導入車、フロント塗色変更後）
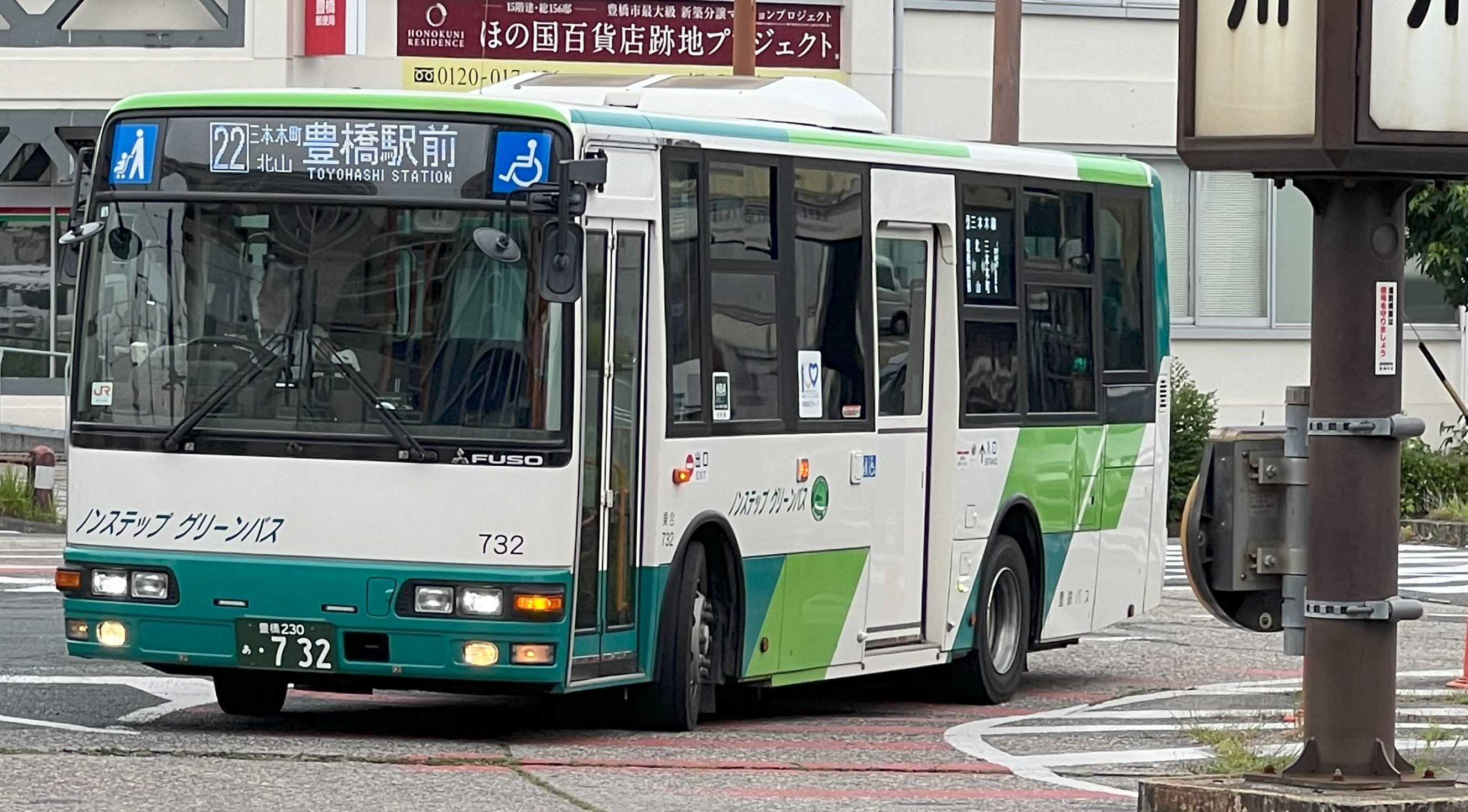
中型ノンステップ車（方向幕白色LED）
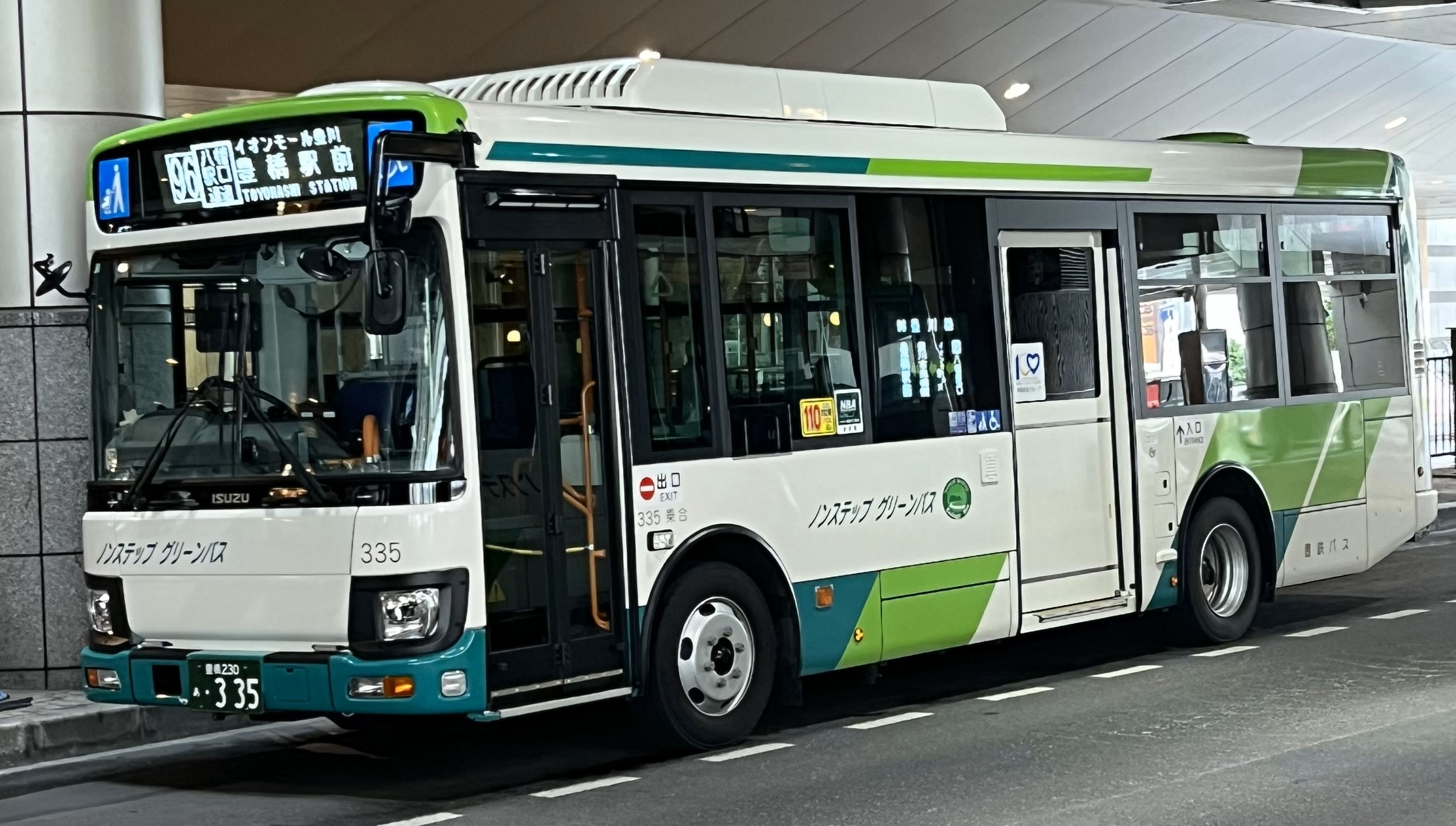
中型ノンステップ車（いすゞエルガミオ）
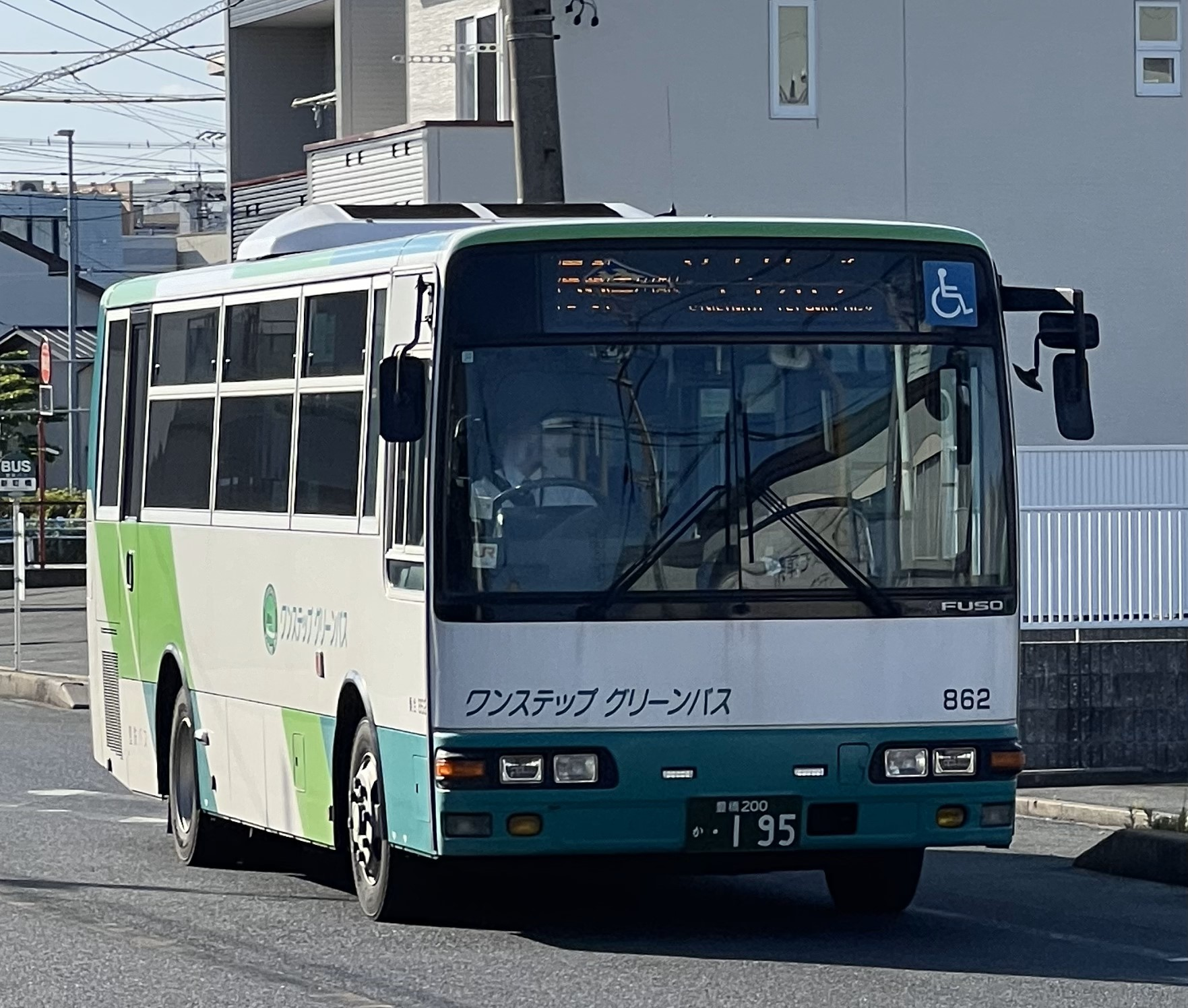
中型ワンステップ車
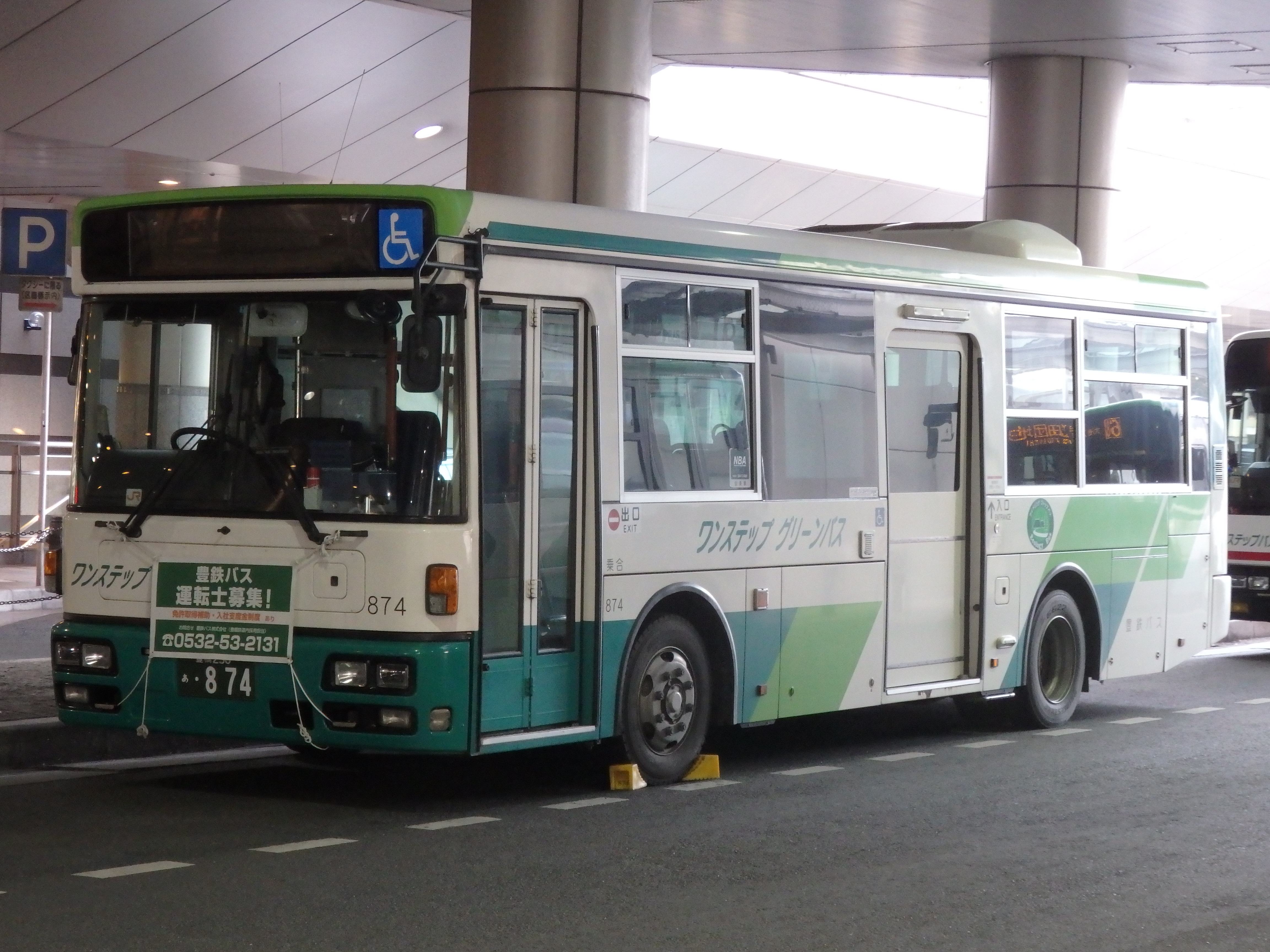
西日本車体工業製車体架装車（中型ワンステップ車）
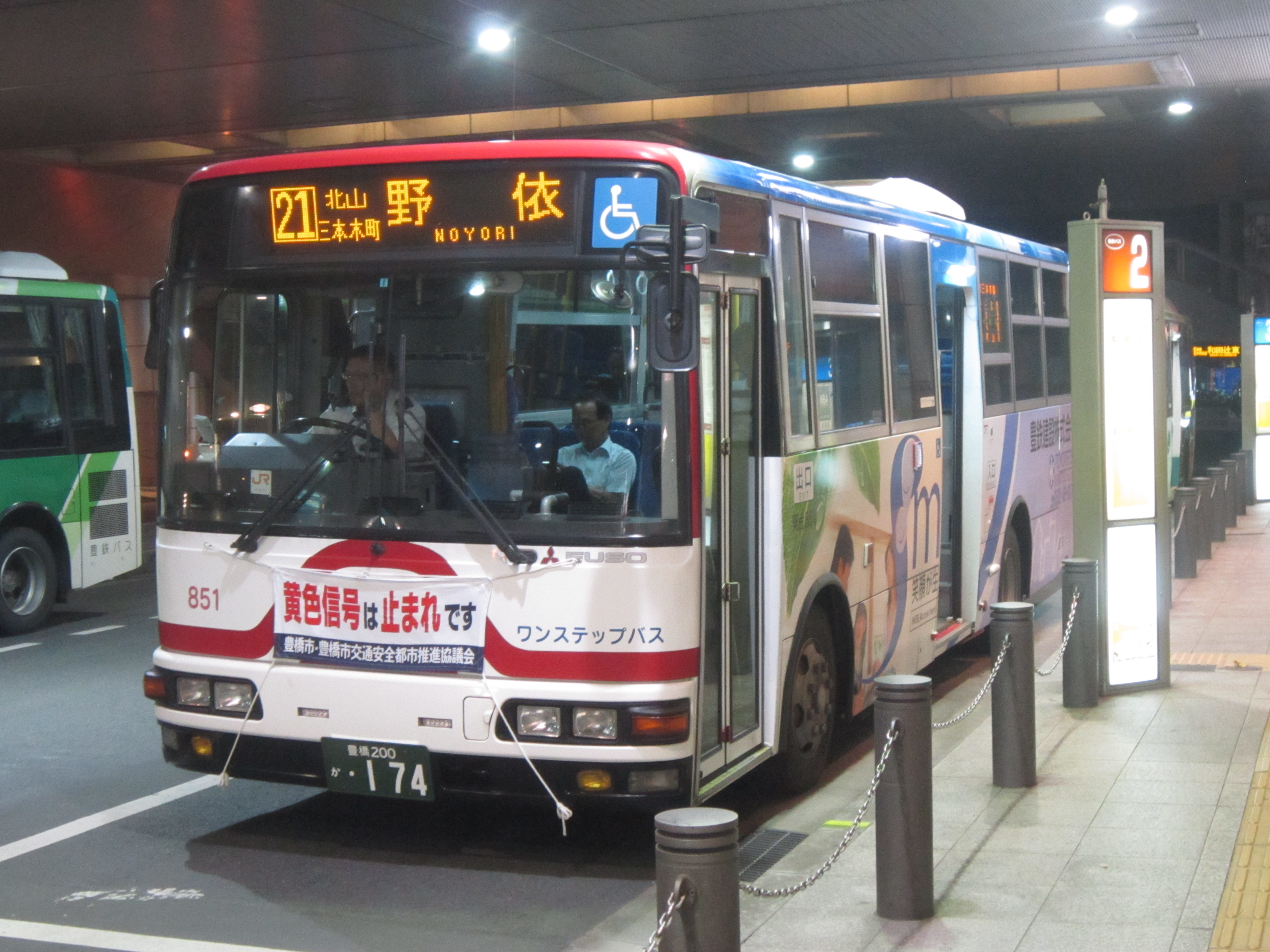
自社導入車だが名鉄グループ標準色の車両（中型ワンステップ車）

##### 現行車両（記念塗装車）

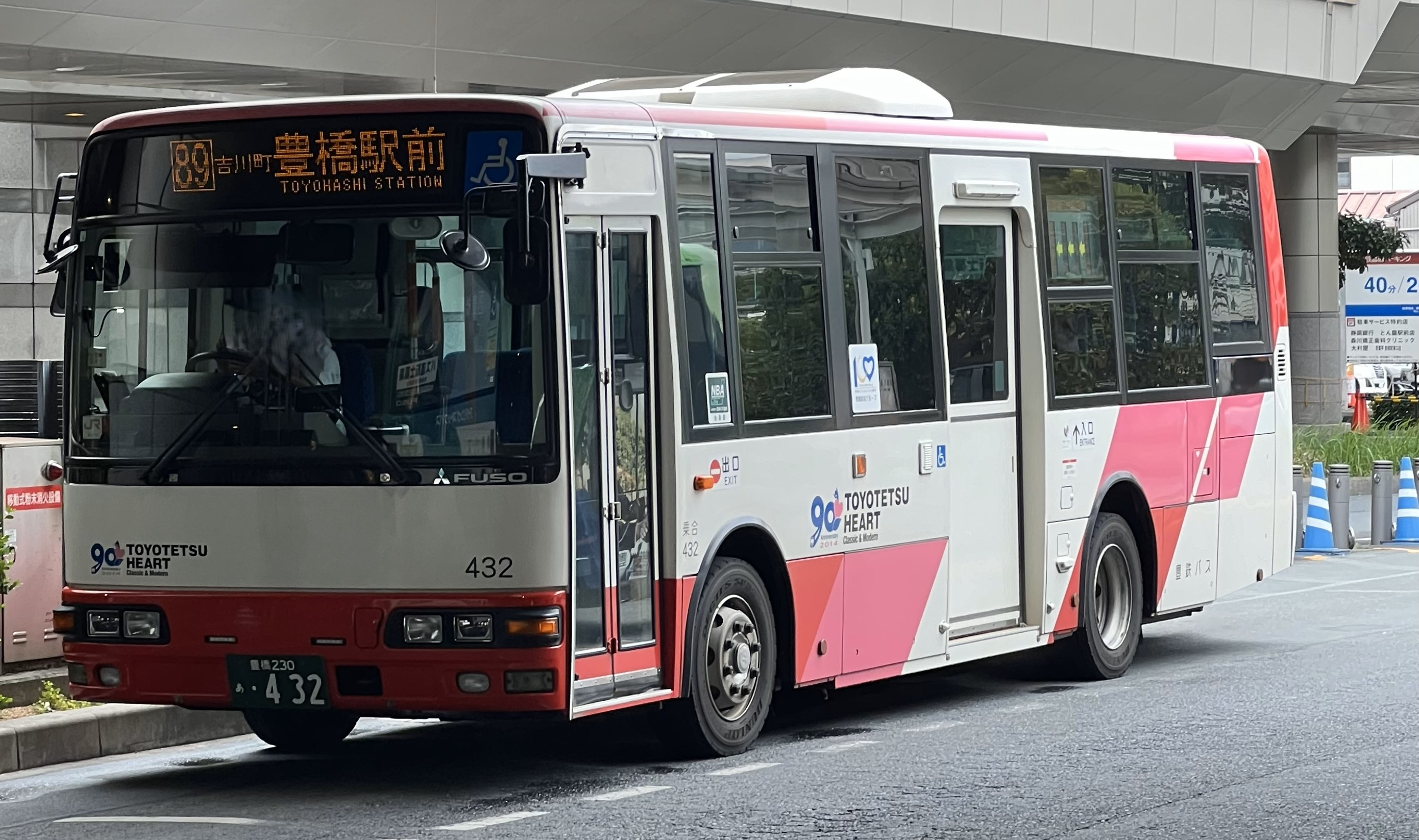
豊橋鉄道グループ90周年記念車両（三菱ふそうエアロミディノンステップバス）
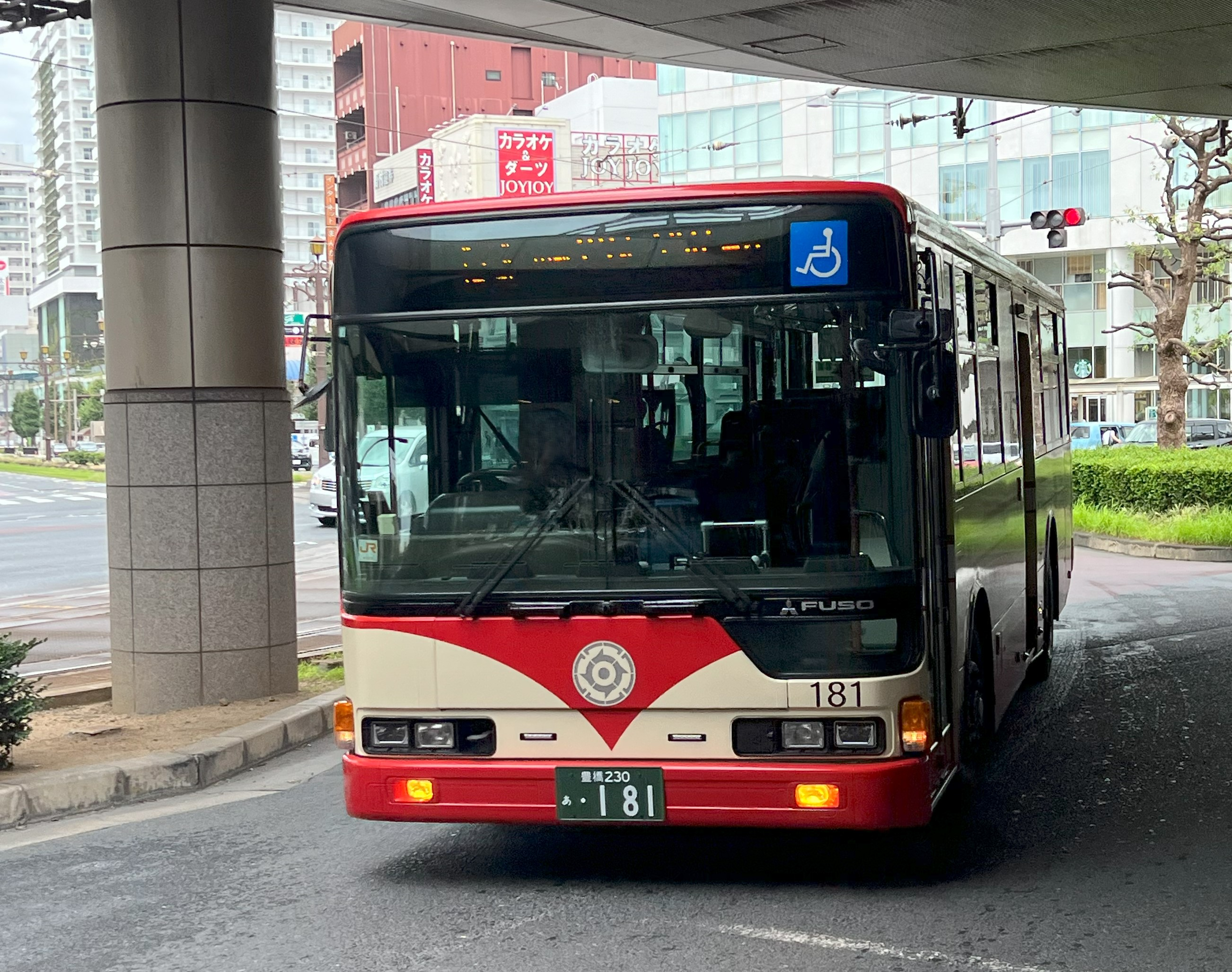
豊橋鉄道グループ100周年記念車両（三菱ふそうエアロスターワンステップバス）

##### 過去の車両

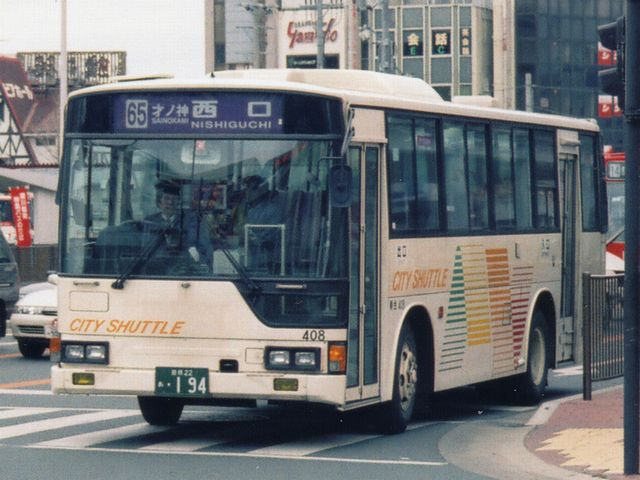
都市新バス「シティシャトル」西口線岩田団地専用車
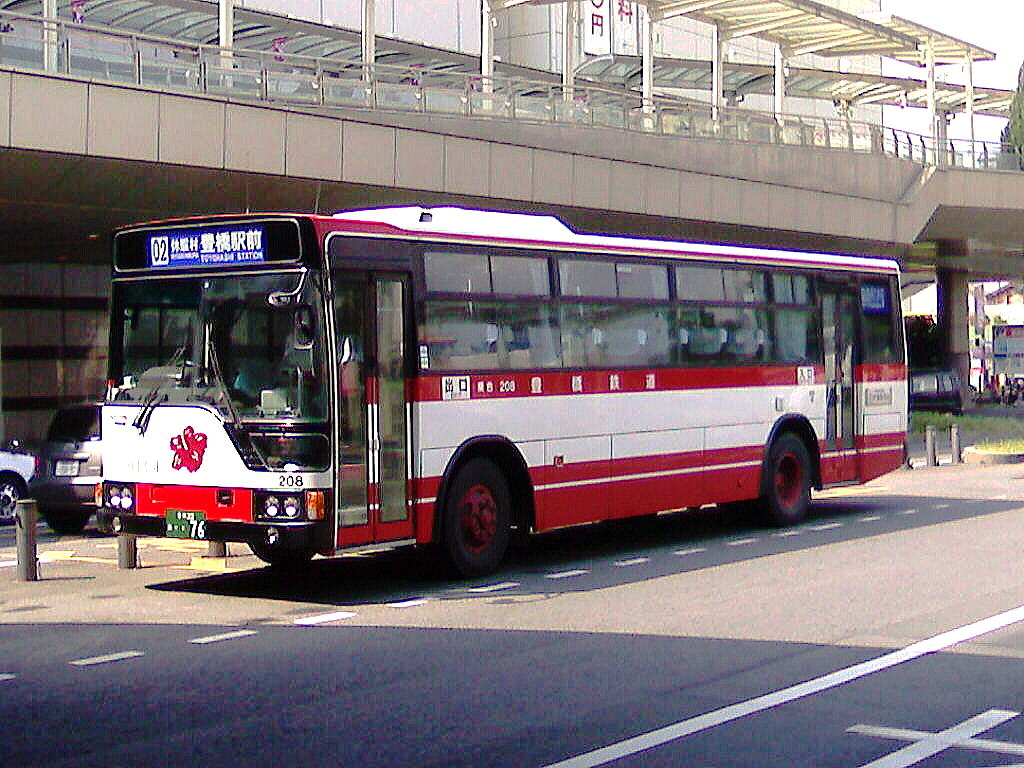
赤白塗装車（渥美営業所用）
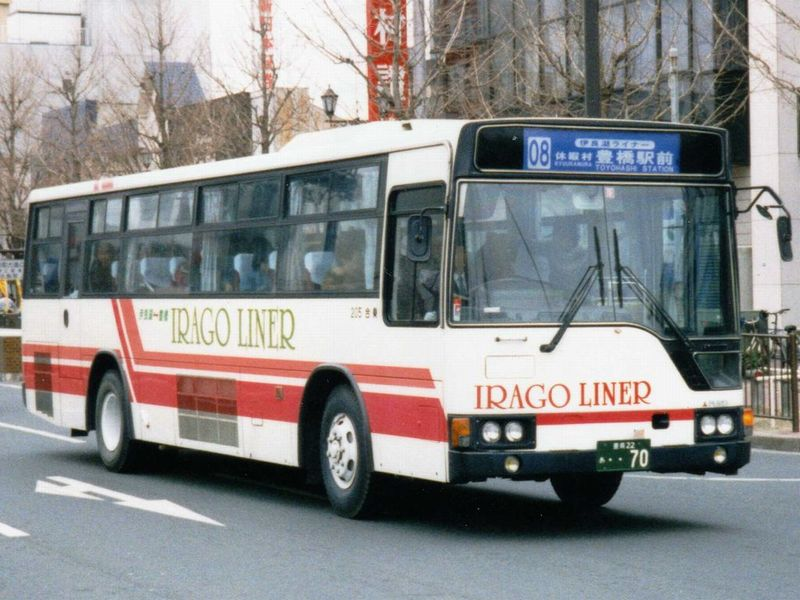
伊良湖本線用「伊良湖ライナー号」
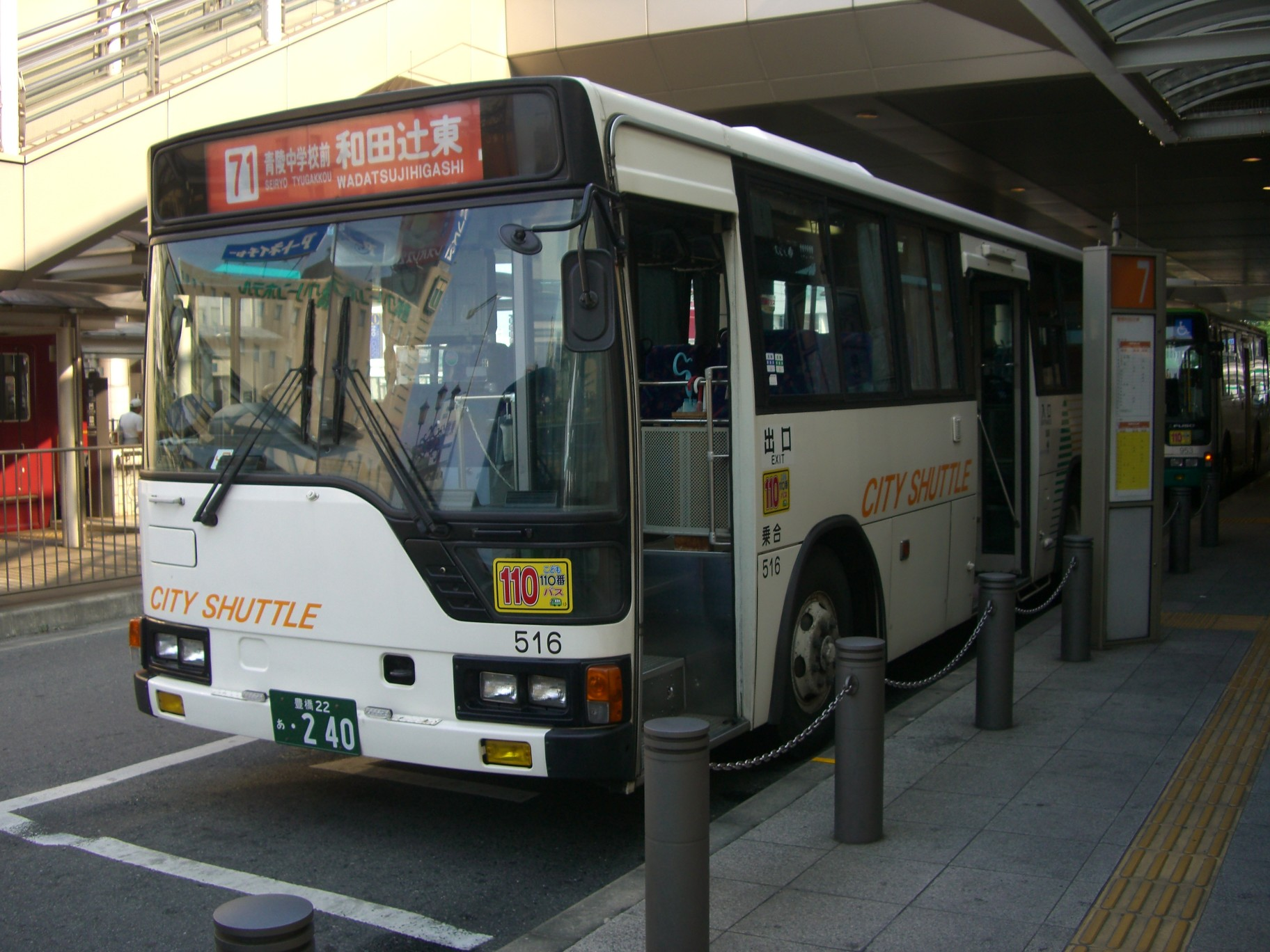
都市新バス「シティシャトル」細谷線専用車
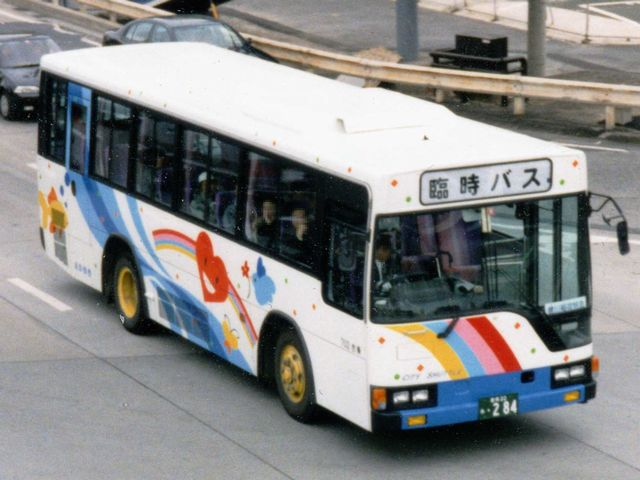
都市新バス「シティシャトル」豊川線専用車
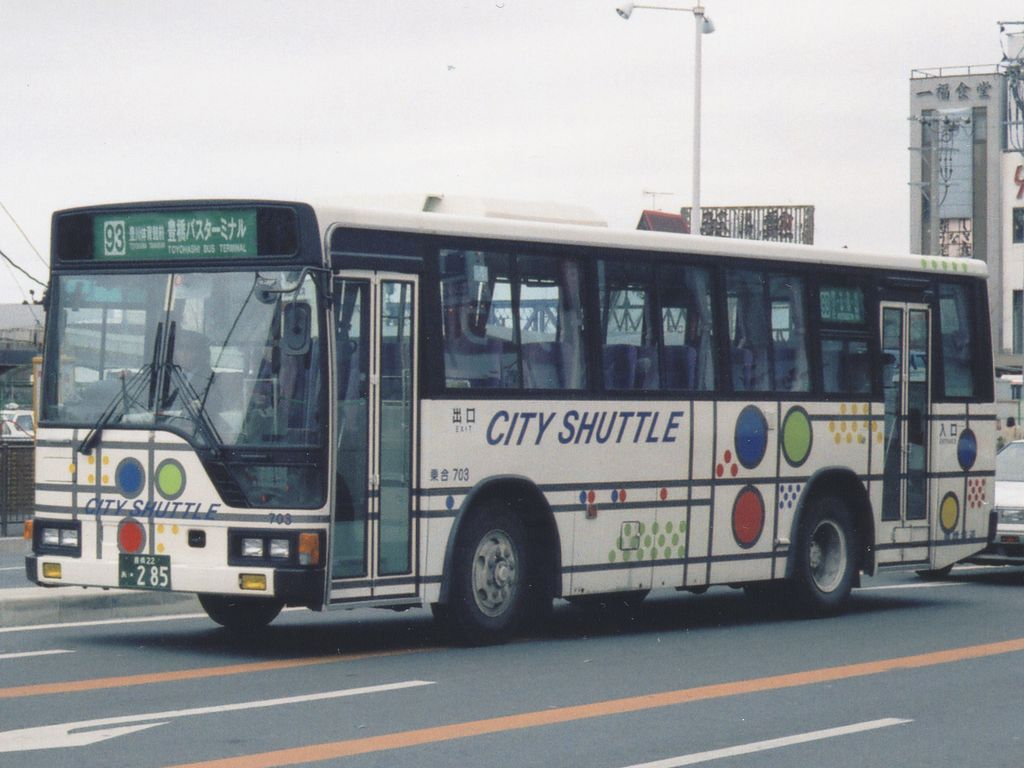
都市新バス「シティシャトル」豊川線専用車
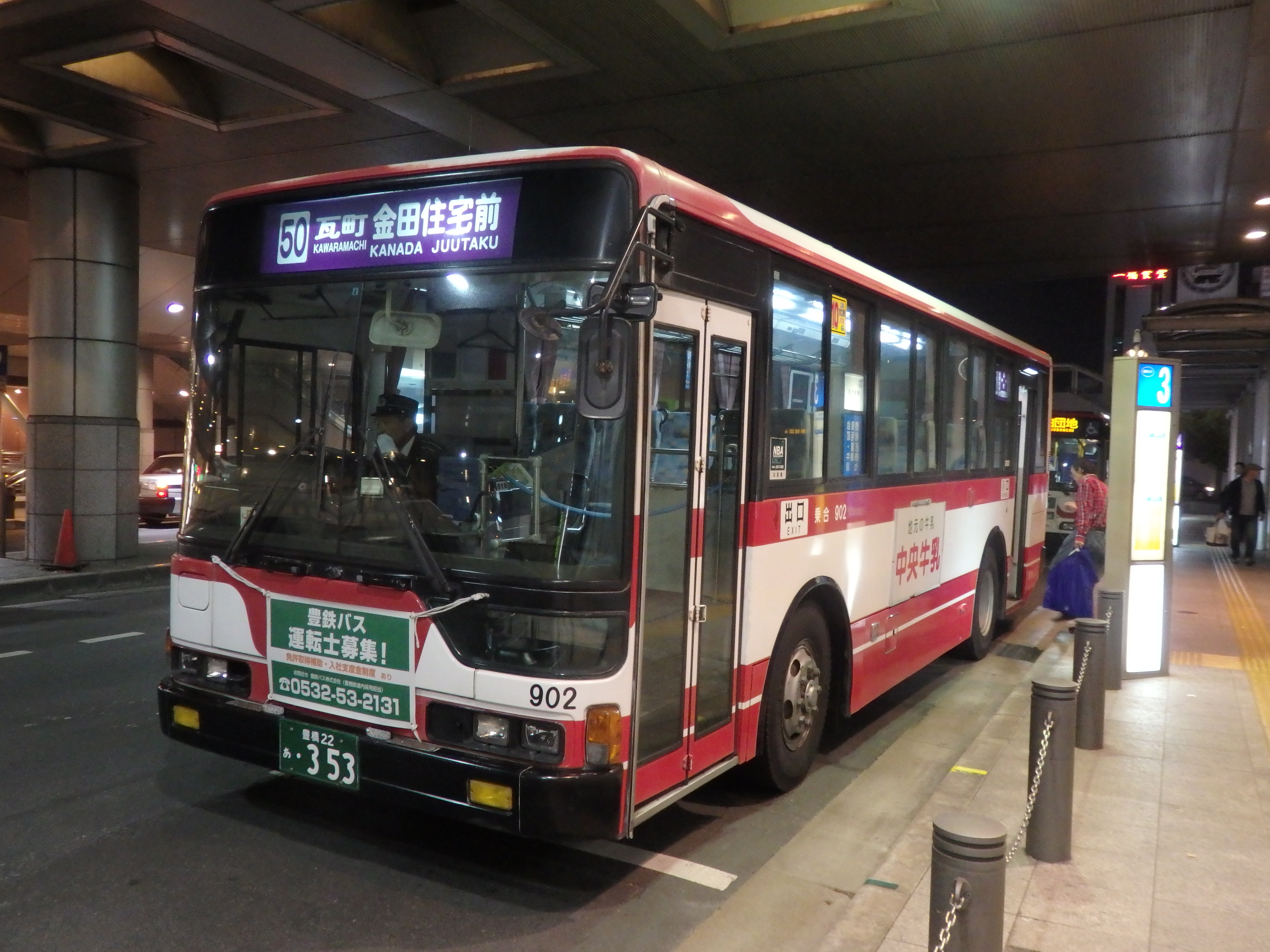
一般路線用
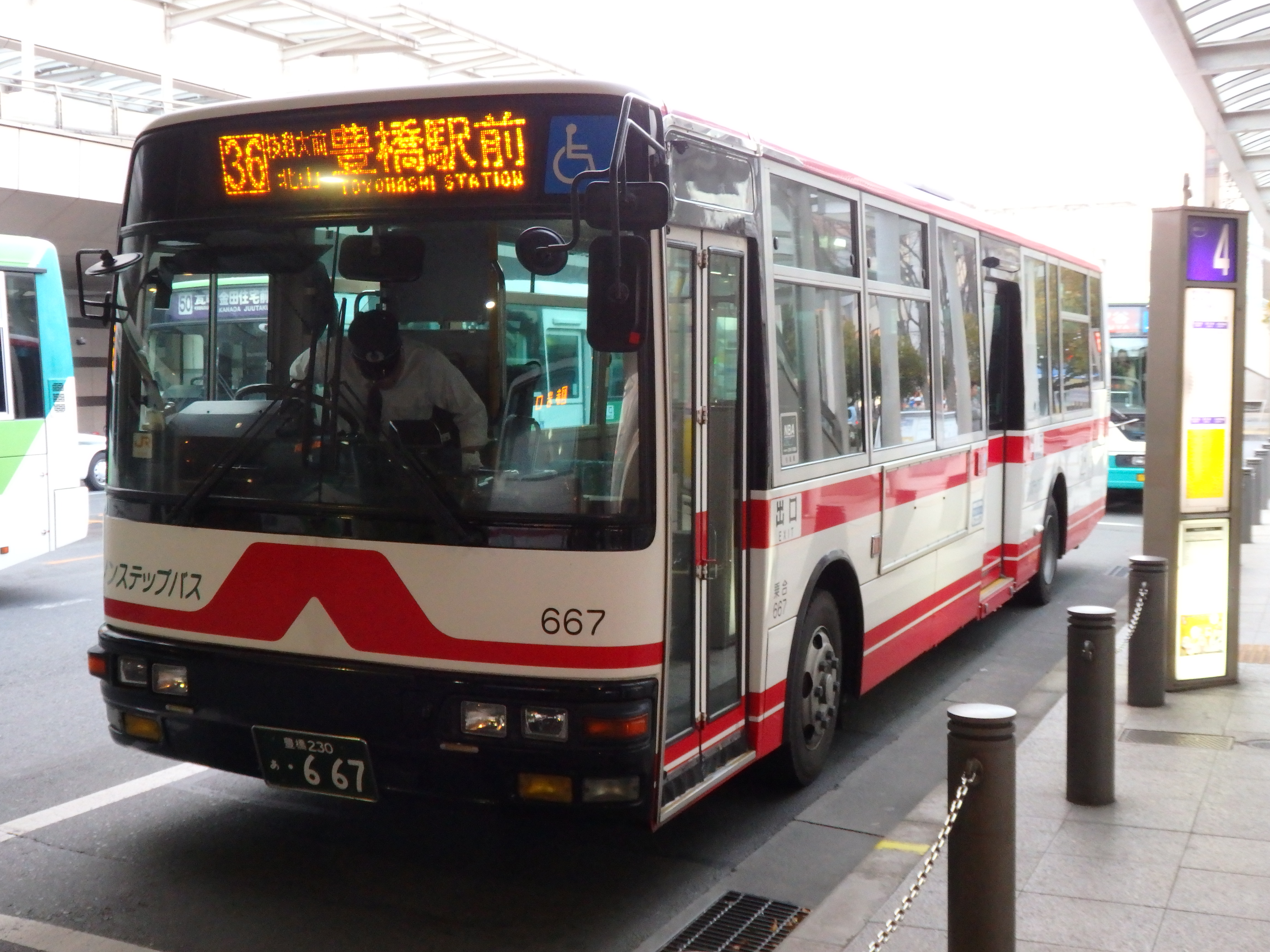
名鉄バスからの移籍車（大型ノンステップバス・引退済）
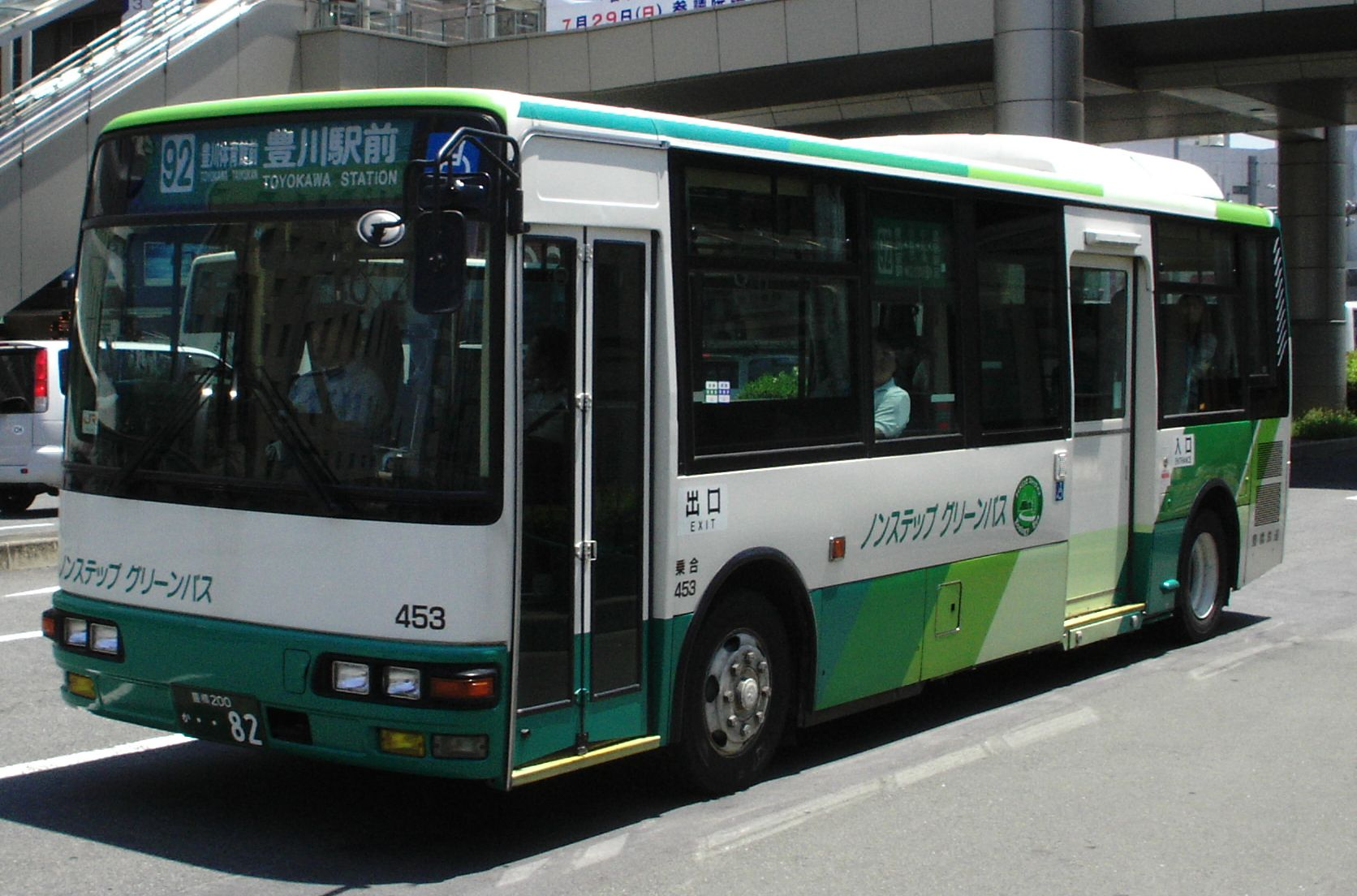
中型ノンステップ車（現行形式は引退済）
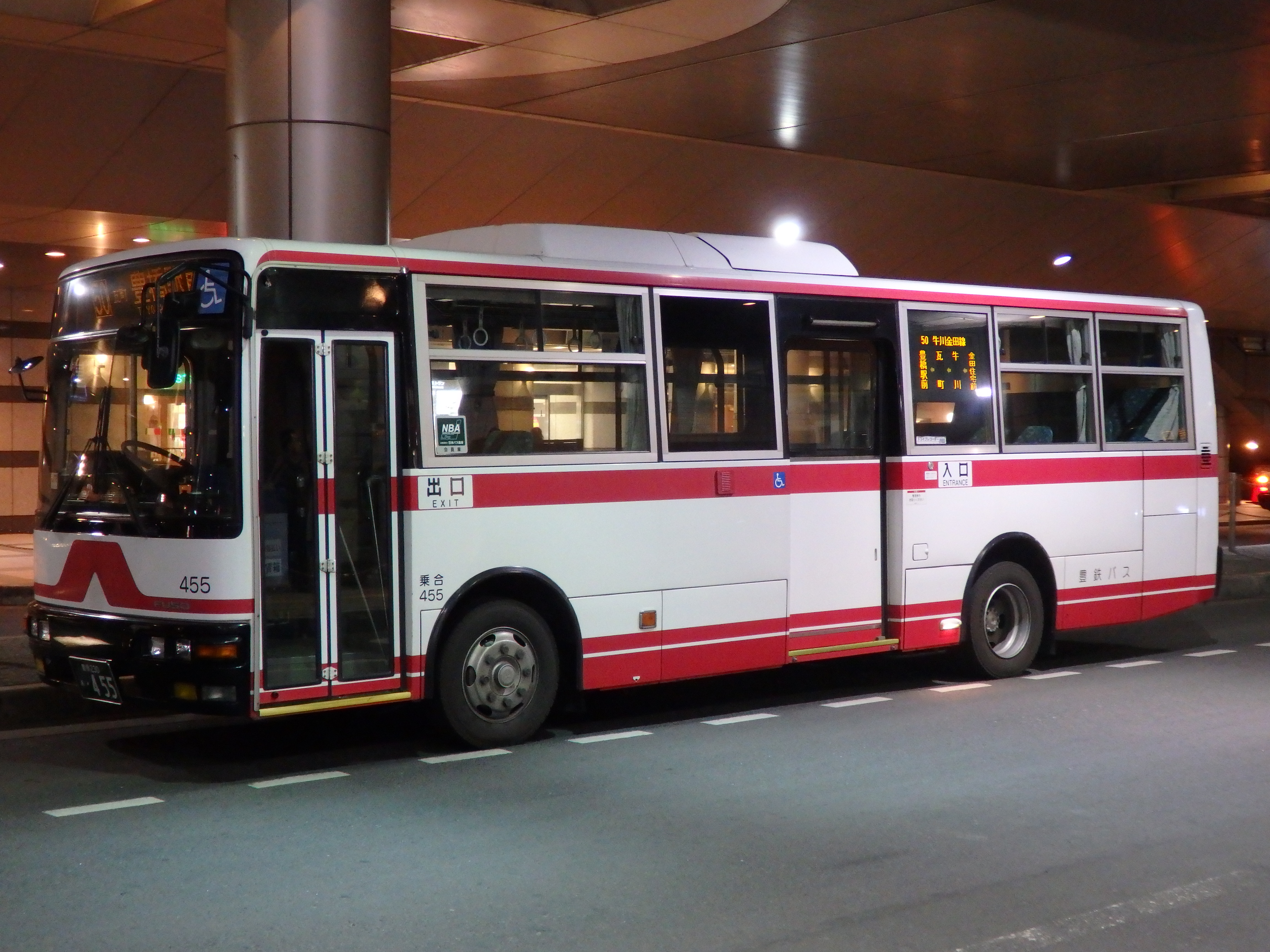
名鉄バスからの移籍車（中型ワンステップ車・引退済）

### 車両番号
豊鉄バスの車両番号は3桁、または4桁の番号が付されている。
(4桁の番号の意味はまだ分かっていません。)
| 6        | 05             |
| -------- | -------------- |
| 導入年度 | 固有番号・車種 |

2007年導入車からは車両番号の希望ナンバープレートが取り付けられるようになった。全車両豊橋ナンバーである。
- 導入年度
  - 2007年まで : 元号の下1桁
  - 2008年から : 西暦の下1桁
- 固有番号・車種
  - 01 - : 1989年 - 1997年導入の路線車
  - 31 - : 1989年 - 1997年導入の貸切車 (全廃) 、2014年以降導入の路線車
  - 51 - : 1998年 - 2003年・2005年 - 2007年導入の路線車
  - 61 - : 2004年導入の路線車
  - 71 - : 2008年・2009年導入の路線車
  - 81 - : 1998年 - 2007年導入の貸切車、2010年 - 2013年導入の路線車
- 2024年に渥美営業所に導入された車両の車両番号は4011である。

例外
空港行き特急バスエアポートライナーから転用された貸切車は路線車のまま改番が行われていない。2006年に名古屋遊覧バス（廃業）から譲受された貸切車は559・560（路線車から続番）となっている。

### 方向幕
豊鉄バスの方向幕は、2002年度までの導入車両は幕式、2003年度～2016年度の導入車両はオレンジLED式、2017年以降は白色LED式を採用している。なお、新城名古屋藤が丘線で運行されているエアロエースはフルカラーLEDを採用している。幕式の場合は2001年度から後方幕が導入され、LED式の場合は全車後方幕が設置されている。電光表示板の側面幕は経由地表示欄が4つあり（うち2つは起終点を表示）、横書き部分に系統番号と路線名を表示する。
幕式の側面幕は起終点と2つ程度の経由地を表示し、その下に行先の英語表記がある。前面・後面幕においてデンソーは日本電装時代のロゴが使用され、のんほいパーク（路線廃止）、フラワーパーク（閉園）も同様であった。また「回送」や「豊鉄バス」という字は大きく幕いっぱいに表示される。

### 運賃箱
2005年1月に導入された新車に小田原機器製の自動計数機付運賃箱 (RX-FAN) が設置され、既存の一般路線車や空港特急バスも運賃箱が順次交換された。バーコード整理券や硬貨の読み取り機能があり、将来的に交通系ICカードシステムの導入が可能となっている。しかし、豊橋鉄道などのmanaca導入後も豊鉄バスでは交通系ICカードシステムの導入がされておらず、manacaが使用できない旨を示すステッカーが貼付されている。
この新型運賃箱は液晶画面を装備しており、運賃箱が作動していない時は日付、時刻、系統番号（運賃表示機に設定されたもので豊橋駅前発着の便を中心に付番される行先表示左側の2桁の番号とは異なる）、整理券番号を、作動している時は運賃、投入金、投入した整理券番号等を表示する。液晶画面の枠の形状は丸みを帯びたものでなく直方体のタイプが採用されている。
運賃箱の交換に伴い、既に感熱紙式の整理券発行機を設置していた車両はバーコードを印字するように改修及び操作盤が交換され、インク式の整理券発行機を設置していた車両は感熱紙式に交換された。車両により整理券の長さや書体が異なる。
乗車券や回数券にバーコードが印刷されておらず、運賃箱に投入すると画面下部に「異常整理券」と表示されてブザーが鳴ってしまい、正常に処理できずに乗務員が目視で乗車券面を確認しなければならない問題があるが、社名変更や鉄軌道線との共通利用解消などに伴い乗車券面が改版されても改善されていない。
交通系ICカードの導入に伴い、2023年秋以降に運賃箱、運賃表示器、整理券発行機を該当車両（103台）更新する予定。なお、2023年10月上旬に渥美営業所所属の乗合131を皮切りに運賃箱の更新が始まり、レシップ製のLFZ-C型に更新された。また、後述する運賃表示器や整理券発行機、乗務員支援システムもレシップ製に変更されている。
2025年3月16日に交通系ICカードmanacaが全線対応になった。

### 放送機器
従来は8トラックのテープ放送を用いていたが、音声合成装置の導入は他事業者に比べると遅く、高速車は2003年、一般車は2005年になってからである。音声合成装置は指月電機製作所で、名鉄バスや東濃鉄道と同一である。音声合成装置用の系統設定器は設置されず、運賃表示機の系統設定に連動する。
テープ放送では路線によりアナウンサー（松原雅子など）が異なっていたが、音声合成装置では東濃鉄道や山梨交通などで採用されているアナウンサーに統一されている。
なお、2023年度からは2025年度のICカード導入に伴い、運賃表示や次バス停案内などはレシップ製の音声合成装置に変わったが車内放送広告は引き続き指月電機製作所のものが使われている。

### 運賃表示装置
2008年まではデジタル表示器を使用してる。2009年～2022年までは液晶式（指月電機製作所製→小田原機器製）を搭載。運賃表示以外に、詳細な運行ルート案内やニュースなどの文字放送が表示できるもので、文字放送を組み込んだ液晶運賃表示器の導入は全国初めてである。2023年度導入車両からは2025年度のICカード導入に伴い、レシップ製に変更されている。なお、2023年10月上旬に渥美営業所所属の乗合131を皮切りに小田原機器製のLCDも順次レシップ製に更新を開始した。なお2023年度導入車両とは異なり、1画面（27インチ）に変更されている。